# Flavio Santoro
Flavio Santoro (* 21. März 2002) ist ein deutscher Fußballspieler.

## Karriere
Santoro kam 2018 vom FSV Waiblingen in den Nachwuchsbereich der SG Sonnenhof Großaspach. 2019 erzielte der Stürmer beim Meisterschaftsgewinn in der A-Jugend-Verbandsstaffel 17 Treffer in 15 Spielen, die Saison wurde im März 2020 aufgrund der COVID-19-Pandemie unter- und später abgebrochen. In der Folge trainierte er mit der Profimannschaft des Klubs und gehörte erstmals Anfang Juni 2020 gegen den FC Ingolstadt 04 zum Spieltagsaufgebot in der 3. Liga, sein Pflichtspieldebüt gab er 18-jährig per Einwechslung im letzten Saisonheimspiel gegen den TSV 1860 München Anfang Juli 2020. Großaspach stand zu diesem Zeitpunkt bereits als Absteiger fest. Bereits Mitte Juni hatte Santoro einen Zweijahresvertrag bei Großaspach unterschrieben, in der Saison 2020/21 soll er Teil des Regionalligakaders sein, ist aber zugleich in der A-Jugend-Mannschaft eingeplant. Nach 18 torlosen Regionalligaeinsätzen wurde er für die Spielzeit 2021/22 zunächst an den Oberligisten TSG Backnang 1919 verliehen, der ihn nach Ablauf der Leihe 2022 anschließend fest verpflichtete. Im Sommer 2024 schloss er sich dem Regionalliga-Aufsteiger FC 08 Villingen an.